# Рябинин, Михаил Ильич
Михаил Ильич Рябинин (1725—1790) — вице-адмирал, генерал-контролер.
Родился в 1725 году. Поступив в 1743 году в ученики Морской академии, он уже в 1744 году был произведён в гардемарины, с 1745 по 1747 год ежегодно находился в кампаниях в Балтийском море и на корабле «Архангел Рафаил» сделал переход из Архангельска в Кронштадт.
В 1746 году Рябинин был произведён в мичманы и с 1748 по 1751 год, командуя ботом, принимал участие в гидрографических работах в восточной части Балтийского моря, в 1751 году был произведён в унтер-лейтенанты, а в следующем году был в Казани, где заведовал отправкой в Санкт-Петербург дубовых лесов.
В 1754 году Рябинин был произведён в корабельные секретари, а в 1756 году — в лейтенанты, затем два года плавал в Балтийском море и сделал переход из Архангельска в Кронштадт. Затем, в 1759 году произведённый в капитан-лейтенанты и переведённый в галерный флот, Рябинин в 1762 году произведён был в капитаны 3-го ранга и в том же году, 2 сентября, был определён в штат Морского кадетского корпуса.
В следующем году, командуя 54-пушечным кораблём «Город Архангельск», он совершил с гардемаринами практическое плавание в Немецком море. В 1764 году Рябинин был произведён в капитаны 2-го ранга и назначен командиром корабля «Москва», 1 января следующего 1765 года был произведён в полковники и назначен в советники Интендантской экспедиции, а в 1768 году, в звании советника Интендантского департамента, был командирован в Донскую экспедицию.
Назначенный затем в 1769 году, за обер-интенданта при постройке в Новопавловске судов нового типа. В 1769 году Михаил Ильич руководил кораблестроением на Икорецкой верфи . Рябинин 27 ноября 1771 года был послан из Киева на Дунай начальником экспедиции для заведения флотилии в завоёванных княжествах; в 1772 году был пожалован в действительные обер-интенданты в Главной интендантской экспедиции Адмиралтейской коллегии, в 1776 году произведён был в генерал-интенданты и в следующем году был уже в Санкт-Петербурге.
24 ноября 1780 года Рябинин был награждён орденом св. Анны 1-й степени. 28 июля 1782 года Рябинин был произведён в вице-адмиралы и назначен генерал-контролером.
Умер 17 мая 1790 года и погребён на Смоленском православном кладбище с женой Екатериной Михайловной урожденной Колошиной (умерла в 1788 году).
Его именем названа банка в Финском заливе (открыта М. И. Рябининым в 1751 году, тогда же названа по фамилии первооткрывателя).
Двух из оставшихся после него сыновей было тогда же Высочайше повелено принять во флот, а дочь его была взята во дворец. 
Впоследствии его сын Егор был Новгородским губернатором и посланником в Бадене. Другой сын —  Андрей — был назначен флигель-адъютантом при Вице-президенте Адмиралтейств-коллегии графе И. Г. Чернышеве, принимал участие в походах, был первым директором Московского Ассигнационного Банка, был членом-учредителем Императорского Московского Общества Сельского Хозяйства. 
Дочь Александра вышла замуж за генерала И. П. Пущина и была матерью декабристов Ивана и Михаила Пущиных.